# Баево (Алтайский край)
Ба́ево — село в Алтайском крае, административный центр Баевского района и Баевского сельсовета.

## География
Баево находится на Кулундинской равнине, в северо-западной части региона. Расположено в 230 км к западу от Барнаула. Расстояние до ближайшей железнодорожной станции Гилёвка — 37 км.
Село имеет выход к реке Кулунда. Недалеко от Баева находятся Солёное озеро и озеро Лена.
Климат континентальный, отличается жарким засушливым летом и холодной малоснежной зимой. Средняя температура января от −17 °C до −19 °C, июля 19-22 °С. Годовое количество осадков 250—350 мм.

## История
Село Баевское впервые упоминается в ревизской сказке за 1763 год. В ней упоминается семья Каменевых, отец и четверо сыновей, отбывавших в этом месте "гоньбу" с 1754 года.
На 1763 год в деревне насчитывалось 20 душ мужского пола, а в 1843 году - 119 домовладений.
Баево развивается и к концу XIX века становится селом, в нём проводятся две большие пятидневные ярмарки – летняя в июле и зимняя - в декабре.
К 1917 году в селе Баево было два овчинных завода, две слесарные, шесть кузен, швейная мастерская, пять сапожных, а также три кожевенных и один маслодельный завод, одна пимокатня. В селе функционировали 14 ветряных, одна водяная и одна паровая мельницы.

## Население
| 1939  | 1959  | 1970  | 1979  | 1989  | 1997  | 1998  | 1999  | 2000  |
| ----- | ----- | ----- | ----- | ----- | ----- | ----- | ----- | ----- |
| 3473  | ↘3362 | ↗4918 | ↗5351 | ↗5556 | ↘5490 | ↗5653 | ↗5687 | ↘5675 |
| 2001  | 2002  | 2003  | 2004  | 2005  | 2006  | 2007  | 2008  | 2009  |
| ↗5781 | ↘5272 | ↘5195 | ↗5292 | ↘5120 | ↗5175 | ↘5122 | ↘5056 | ↘5009 |
| 2010  | 2011  | 2012  | 2013  | 2014  | 2015  | 2016  | 2017  | 2018  |
| ↘4707 | ↘4678 | ↘4505 | ↘4403 | ↘4330 | ↘4255 | ↘4188 | ↘4121 | ↘4090 |
| 2019  | 2020  | 2021  |       |       |       |       |       |       |
| ↘4020 | ↘3984 | ↘3889 |       |       |       |       |       |       |

Национальный состав:
93% — русские, 3% — немцы, 2% — украинцы, 1% — казахи, 1% — остальные.
В последние годы замечено существенное сокращение населения связанное с миграцией в города. Восполняется население села, в основном, за счёт переселенцев из малых сёл, а также из Казахстана.

## Инфраструктура
В селе развито сельскохозяйственное производство: кооператив "Русь", крестьянско-фермерское хозяйство, работают 17 индивидуальных предпринимателей в сфере обслуживания и торговли. Действует хлебный комбинат, лесхоз, мукомольный завод, автотранспортные, строительные, коммунальные и бытовые предприятия.
В Баево две школы (начальная и средняя). Для получения высшего или средне-специального образования молодёжь едет учиться в Камень-на-Оби, в Барнаул или Новосибирск.
Есть школа искусств, две библиотеки, дом культуры, спортивная школа, детско-юношеский центр, детский сад, центральная районная больница, аптеки. Мемориальный парк и стадион. Работают хлебный комбинат, лесхоз, мукомольный завод «Баевская мельница», автотранспортные, строительные, коммунальные и бытовые предприятия.
Большой вклад во внешний облик села внёс главный архитектор Баевского района в 1971-2001 годах Геннадий Изотов. Под его руководством были построены многоэтажные дома, больница, универмаг, школа, детский оздоровительный лагерь и другие социально-значимые объекты.
Есть действующая церковь. Первая Покровская деревянная церковь возведена в 1861 году, обветшала, была разобрана. В 1899 году построен новый деревянный храм - Вознесения Господня, упразднён в годы советской власти.
В настоящее время прихожане посещают специально приспособленное для церковных служб здание - храм в честь Покрова Пресвятой Богородицы. Действует с 2015 года

## Туризм
Рядом с Баево (2 км от села) есть озеро Солёное, которое пользуется у туристов популярностью. Имеется пляж с чистым песком, гостевые домики для отдыхающих. Предлагается лечение минеральной солёной водой, сапропелевыми грязями и голубой глиной.
В окрестностях Баево около села Нижняя Пайва установлен памятник Валентине Терешковой «Чайка» в честь приземления в 1963 году космического корабля «Восток – 6» с первой женщиной космонавтом на борту.

## Средства массовой информации

### Радио
- 69,47 (Молчит) Радио России/ГТРК Алтай
- 104,8 Радио России/ГТРК Алтай

### Телевидение
- 10 ТВК Первый канал
- 31 ТВК Россия 1
- 35 ТВК Катунь 24
- 38 ТВК Матч ТВ

### Пресса
В селе выпускается местная газета «Голос хлебороба».